# Vodice, Vodice
Vodice este o localitate din comuna Vodice, Slovenia, cu o populație de 1.216 locuitori.